# Wladimir Alexandrowitsch Karatajew
Wladimir Alexandrowitsch Karatajew (russisch Владимир Александрович Каратаев; * 21. August 1955 in Starokostjantyniw) ist ein russischer Bergsteiger.
Er ist zusammen mit Serhij Berschow Erstbesteiger der Lhotse-Südwand während einer sowjetischen Himalaya-Expedition 1990.